# Khana

Localización de Mari y Terqa, en Mesopotamia.

El reino de Khana o Jana fue un estado que existió por lo menos desde el siglo XVIII a. C. hasta el siglo XV a. C. Estaba situado en el medio Éufrates, en las regiones cercanas a la desembocadura del río Jabur. Su capital era la ciudad de Terqa, donde actualmente está la ciudad siria de Tell Asharah.

## Historia
Khana unió el territorio de Terqa y de Mari. Una parte de los amorreos, actualmente conocidos como "khanaean", fueron ampliamente utilizados como soldados por los gobernantes de Mari, después de su sometimiento por el rey Yahdun-Lim; dentro de las fuerzas armadas de Mari fueron agrupados por clanes. Hacia el 1830 a. C. Mari tenía ya un cierto poder y había extendido su territorio. Era entonces de similar importancia a Babilonia. El territorio se encontraba gobernado por los soberanos de la ciudad de Mari, quienes tenían el título de "rey de Mari, Tuttul y la tierra de Khana" y controlaban la ruta de caravanas entre el golfo Pérsico y el mar Mediterráneo. Mari fue abandonada después de su destrucción por Hammurabi en el 1759 a. C. La capital fue establecida entonces en Terqua, 45 km al noroeste.
Los casitas  se apodeararon de Terqa, hacia el 1729 a. C. y reinó Gandash el primer rey casita. En la lista conservada de gobernantes de Khana el nombre del rey Kashtiliash sugiere un origen casita. Un rey de Khana (probablemente Tiptazki) ayudó a los hititas a conquistar Babilonia en 1594 a. C.; su sucesor Agum II (un sobrino, hijo de Ur Zigurumash) llevó los títulos de "Rey de Khana y de los casitas, rey de Alman (la actual Kholwab en el nacimiento del río Diyala), rey de Gutium o de los guti, rey de Akkad y rey de Babilonia"; finalmente los casitas acabarán dominando Babilonia hacia el 1570 a. C. 

## Lista de reyes
- Ilakabkabuhu, hacia el 1830 a. C.
- Yadikh Abu, hacia el 1721 a. C.
- Gandash hacia el 1720 a. C. (primer rey casita)
- Agum I hacia el 1700 a. C.
- Kashtiliash I hacia el 1675 a. C.
- Kashtiliash II hacia el 1660 a. C.
- Abirattash hacia el 1640 a. C.
- Ur Zigurumash hacia el 1625 a. C.
- Kharbashikhu hacia el 1610 a. C.
- Tiptakzi hacia el 1600 a. C.
- Agum II hacia 1580 a. C.
- Desde aproximadamente el 1570 a. C. Babilonia será el centro de los dominios casitas.